# 14888 Kanazawashi
14888 Kanazawashi è un asteroide della fascia principale. Scoperto nel 1991, presenta un'orbita caratterizzata da un semiasse maggiore pari a 2,2199833 UA e da un'eccentricità di 0,1673139, inclinata di 5,79206° rispetto all'eclittica.